# Шерматов, Шерзод Хотамович
Шерзод Хотамович Шерматов (узб. Sherzod Xotamovich Shermatov; род. 7 апреля 1977, Ташкент, Узбекская ССР, СССР) — узбекский государственный деятель. С 2018 по 2021 год министр народного образования Республики Узбекистан, с 17 ноября 2021 года министр по развитию информационных технологий и коммуникаций Узбекистана.

## Биография

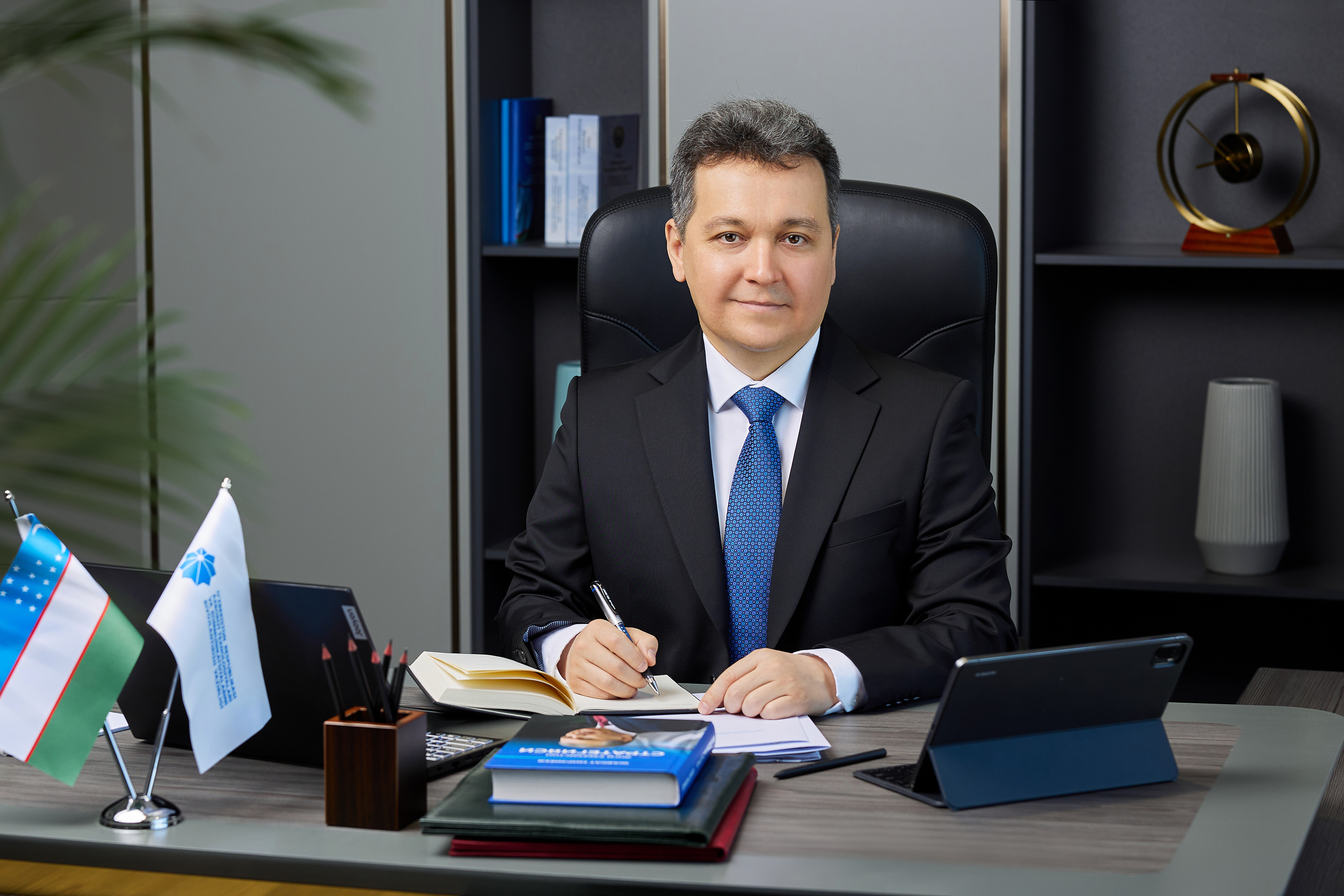
Шерматов в 2022 году

В 1998 году окончил Ташкентский государственный технический университет, а в 2000 — Йельский университет.
С 2000 по 2001 год занимал должность главного экономиста Главного управления валютной экономики Министерства финансов Республики Узбекистан. С 2001 по 2002 год работал ведущим специалистом, а затем главным специалистом Кабинета Министров Республики Узбекистан. В 2004 и 2005 году занимался совместным проектом ООН и правительства Республики Узбекистан «Инициатива цифрового развития».
В 2005 году был назначен на должность помощника первого заместителя Премьер-министра Республики Узбекистан.
Также в 2005 года руководил проектом Программы развития ООН и Правительства Республики Узбекистан «Развитие информационных и коммуникационных технологий в Узбекистане». С 2005 по 2008 год занимался консультацией по управлению знаниями и решениям в области информационно-коммуникационных технологий.
В 2008 году работал начальником информационно-аналитического управления информационных систем и телекоммуникаций Кабинета Министров Республики Узбекистан. С 2010 по 2012 года — ведущий инспектор, главный инспектор организационно-кадровой службы Аппарата Президента Республики Узбекистан.
В 2012—2014 годах был заместителем председателя Государственного комитета связи, информатизации и телекоммуникационных технологий (ныне — Мининфоком). С 2014 года — работал ректором Университета Инха в Ташкенте. С ноября 2016 года по февраль 2017 года был первым заместителем министра по развитию ИТ и коммуникаций.
В 2018—2021 годах был министром народного образования Республики Узбекистан.
17 ноября 2021 года депутаты Законодательной палаты одобрили кандидатуру Шерзода Шерматова на пост министра по развитию информационных технологий и коммуникаций Узбекистана.